# Municipio de Moloacán
El municipio de Moloacán se encuentra en el estado de Veracruz, es uno de los 212 municipios de la entidad y tiene su ubicación en la región Olmeca del estado. Sus coordenadas son 17°59’ latitud norte, con una longitud oeste de 94°21’ y con una altura de 80 m s. n. m. Su cabecera es la localidad de Moloacán.
El municipio lo conforman 108 localidades en las cuales habitan 16 493 personas.

## Límites
- Norte: Agua Dulce y Coatzacoalcos.
- Sur: Las Choapas y Minatitlán.
- Este: Agua Dulce y Las Choapas.
- Oeste: Ixhuatlán del Sureste y Acajete.

## Clima
Su clima es cálido-regular, con una temperatura de 27 °C, lluvias abundantes en verano y principios de otoño, con menor intensidad en invierno.

## Cultura
Moloacán en sus tradiciones tiene sus celebraciones en honor al Santo Patrono Santiaguito, en los días del 23 al 27 de julio y del 22 al 26 de mayo se realizan las fiestas de la primavera.   